# Gyula Grosics
Gyula Grosics (4. února 1926 Dorog – 13. června 2014 Budapešť) byl maďarský fotbalista, brankář.
S maďarskou fotbalovou reprezentací vybojoval stříbrnou medaili na mistrovství světa roku 1954. Na tomto turnaji byl též zařazen do all-stars týmu. Získal rovněž zlatou medaili na fotbalovém turnaji letních olympijských her v Helsinkách roku 1952. Hrál též na světovém šampionátu roku 1958 a 1962. Maďarsko reprezentoval v 86 zápasech. To je třetí největší počet startů v historii maďarské reprezentace.
V anketě Zlatý míč, která hledala nejlepšího fotbalistu Evropy, skončil v roce 1961 desátý. Mezinárodní federace fotbalových historiků a statistiků ho roku 1999 vyhlásila 18. nejlepším brankářem 20. století.
Měl přezdívku Fekete Párduc (Černý panter).